# Týnecká rotunda
Týnecká rotunda je část areálu hradu v Týnci nad Sázavou v okrese Benešov. Hradní areál je chráněn jako kulturní památka, ale hradní rotunda je chráněna i jako přírodní památka. Důvodem ochrany je výskyt kriticky ohroženého netopýra velkého, jehož letní kolonie se vyskytuje v podkrovních prostorech rotundy. Díky tomu také je tato památka vedena jako Evropsky významná lokalita v rámci soustavy Natura 2000. Místní populace se zde vyskytuje od 80. let 20. století a mírně se rozrůstá. Týnecká rotunda je pod správou náboženské obce Církve československé husitské v Týnci nad Sázavou a je využívána k mnohým turistickým akcím. Svojí rozlohou je vedena jako nejmenší přírodní památka v rámci Středočeského kraje.

## Lokalita
Týnecká rotunda se nachází v městské zástavbě blízko řeky Sázava, přibližně 700 m od železniční stanice a centra města Týnce nad Sázavou. Areál týneckého hradu sestává z rotundy, hradní věže a městského muzea. Jako přírodní památka je chráněna pouze Týnecká rotunda. Její rozloha je pouze 0,0079 ha, přičemž zvláště chráněné území má velikost 27 m² (34,2 %), ochranné pásmo zvláště chráněného území má potom velikost 26 m² (32,9 %) a celková rozloha území chráněného dle režimu základní ochrany je také 26 m² (32,9 %). Nicméně celý areál týneckého hradu, ve kterém byly v minulosti další budovy a opevnění, má podle katastrální mapy rozlohu 750 m².

## Historie

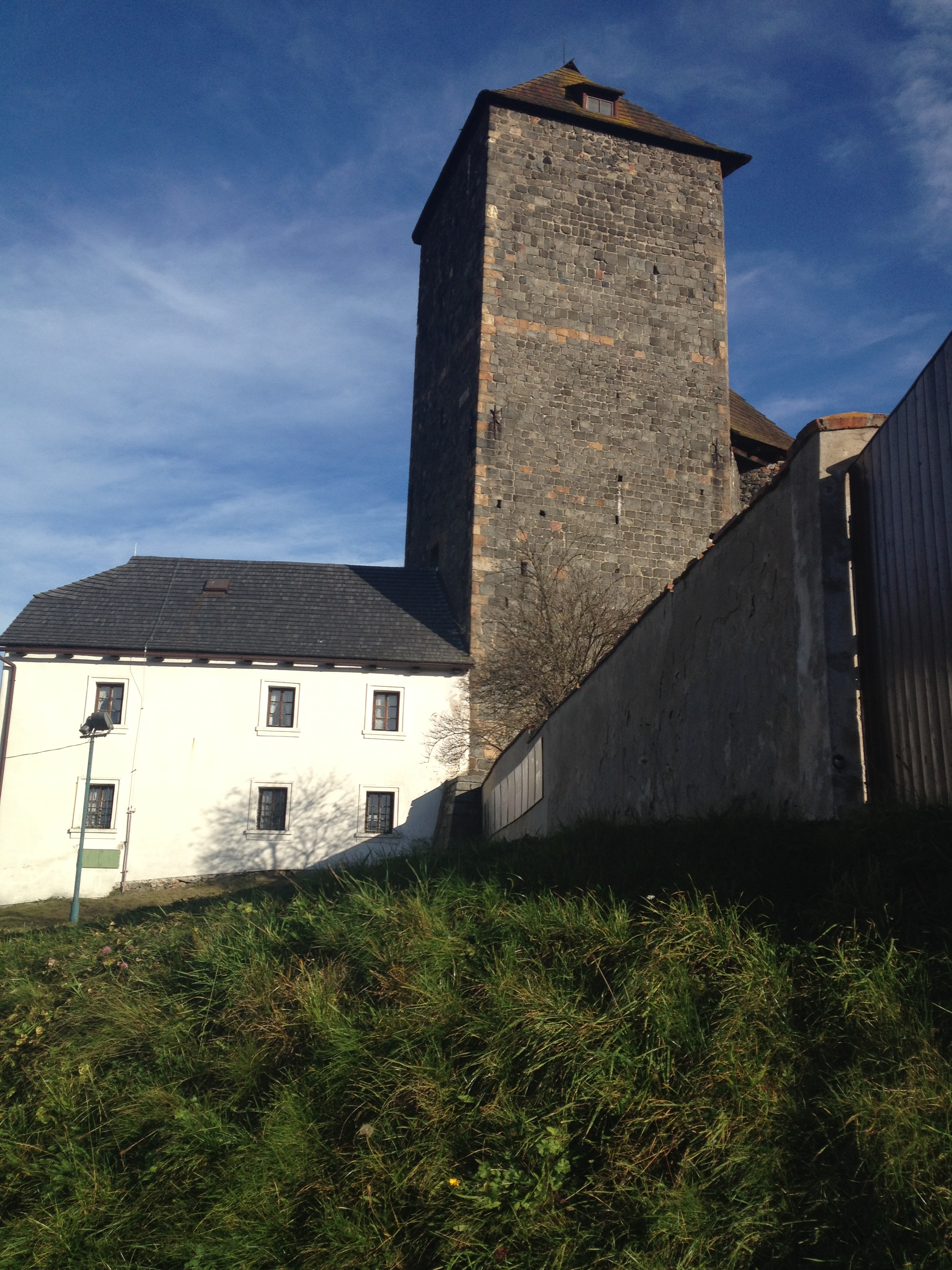
Týnecká rotunda

### Historie hradu a rotundy
Nejstarší důkaz o existenci týneckého hradu pochází ze soudních spisů z roku 1318. Z archeologických nálezů a vykopávek, které zde udělal v letech 1969–1974 Antonín Hejna, se původ románské rotundy odhaduje na 11. století. Hradní hlásná věž pochází z druhé poloviny 12. století, kdy byl společně s ní vystavěn kamenný románský palác, který se ale nedochoval, zbyly po něm jen kamenné základy. V tomto období byl okolo hradu obranný systém, který zahrnoval kromě palisádového opevnění i hradní příkop. Od počátku 15. století byly okolo hradu přistavovány ještě další budovy, opevnění nebo i příkop kolem samotného hradu.
V současnosti nejsou zcela jasné záznamy o tom, kdo hrad vybudoval. Odhaduje se, že mohl být postaven přímo Přemyslovci, jelikož hrad je podobný Chebské falci. Prvním známým majitelem byl až z roku 1318 Oldřich z Týnce. Na začátku 17. století byl Týnecký hrad připojen k panství v Konopišti. Posledním majitelem týnecké rotundy se v 1. polovině 20. století stala obec Církve československé husitské. V roce 1959 bylo zřízeno vedle věže městem Týnec a vlastivědným kroužkem městské muzeum, ve kterém je expozice týnecké archeologie a kameniny.

### Historie netopýří populace
První ověřitelná zmínka o výskytu netopýra velkého (Myotis myotis) v oblasti je z roku 1982, kdy se zde netopýří populace vyskytovala v blízkém kostele sv. Šimona a Judy. V tomto roce proběhla rekonstrukce střechy kostela a byly uzavřeny otvory, kudy se netopýři dostávali na půdu kostela. Poté se tato kolonie postupně přesunula do předposledního podlaží věže Týneckého hradu. Od roku 1992, kdy zde členové ČESONu provádí sčítání netopýrů, se zde vyskytuje pravidelně každý rok 120–150 jedinců (podle posledních informací z roku 2013 je to už 180 jedinců). Od roku 1998 zde členové České společnosti pro ochranu netopýrů provádějí pravidelný úklid prostor obývaných netopýry, jelikož zejména jejich trus narušoval návštěvnické trasy a expozice na hradu. Kvůli tomu také byla část stropu, na kterém netopýří kolonie sídlila, podbita a byly zde nainstalovány samozavírací dveře, aby se zabránilo vlétnutí netopýrů do nižších pater věže, věnované různým expozicím.
V roce 2004 byla provedena oprava podlahy kvůli napadením tesaříkem krovovým (Hylotrupes bajulus) v nejvyšším patře, tedy stropu, který netopýři obývají, nicméně ta už byla provedena tak, aby místní populaci neohrozila a minimálně vyrušila. Přírodní památka zde byla vyhlášena 21. května 2012 nařízením Středočeského kraje a o rok později byl schválen plán péče o Týneckou rotundu

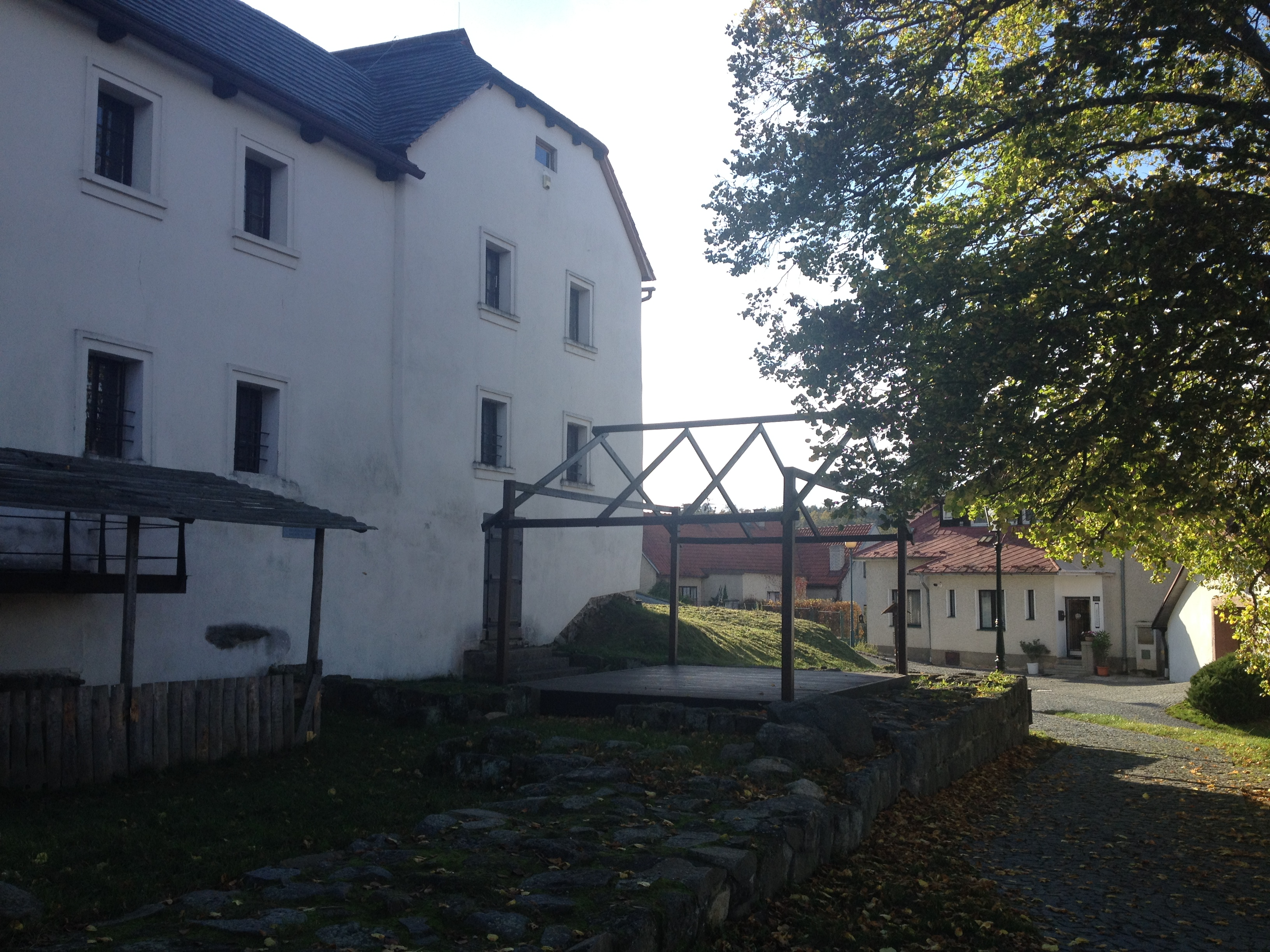
Letní divadelní scéna u Týneckého hradu

## Přírodní poměry
Průměrné srážky za posledních 30 let jsou kolem 600 mm a s průměrnou teplotou 8,5 °C se oblast Týnecka řadí do mírně teplé klimatické oblasti a nachází se v geomorfologickém celku Benešovská pahorkatina. Tato oblast byla formována zejména událostmi po alpinském vrásnění a to zejména střídáním dob ledových a meziledových a s tím spojené působení řeky Sázavy, která vytvářela terasy okolo svého koryta, které bylo o 35 - 40 metrů výše před první dobou ledovou. Z typů půd se zde vyskytují zejména kambizemě, hnědozemě a fluvizemě, jsou středně úrodné, využívané zejména pro pěstování obilnin.

### Fauna

#### Populace netopýra velkého

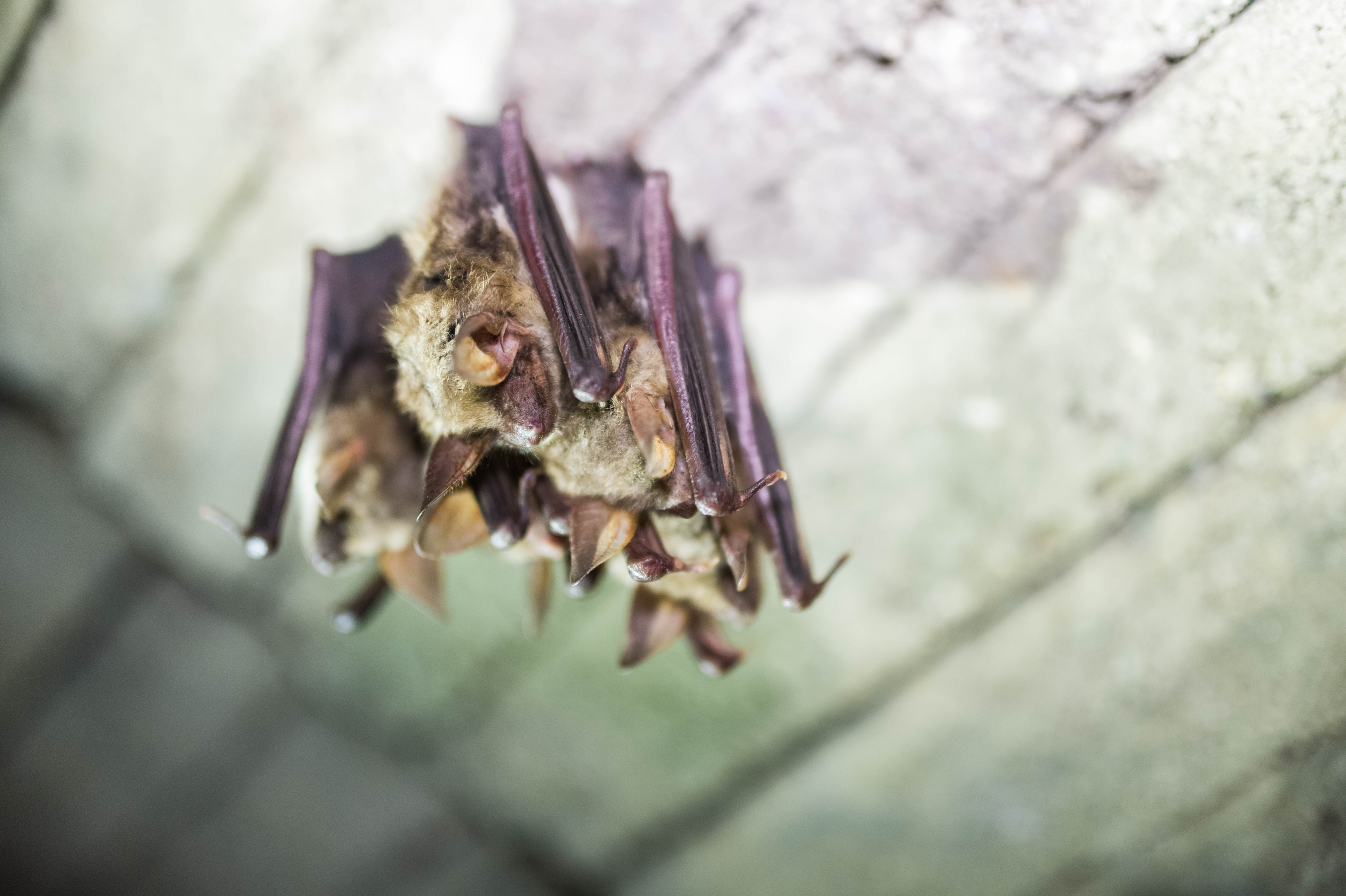
Netopýr velký (myotis myotis), ilustrační foto

Kolonie netopýra velkého (Myotis myotis) se zde vyskytuje zejména přibližně od dubna do října, kdy se na lokalitě netopýři rozmnožují a pečují o potomstvo. Velikost kolonie je až 180 jedinců. Zdejší populace není izolovaná od ostatních netopýřích populací v ČR, dokonce i s některými (v Mrači a Vysokém Újezdě) aktivně komunikuje. Díky dobře zachovanému biotopu je hodnocena jako velmi významná.

### Flóra
V přilehlém areálu hradu rostou roztroušeně lípa srdčitá (Tilia cordata), bříza bělokorá (Betula pendula), javor mléč (Acer platanoides) a porosty, které mají dohromady rozlohu cca 25 m2, pámelníku bílého (Symphoricarpos albus) a ptačího zobu obecného (Ligustrum vulgare). Do budoucna je plánovaná redukce stromového patra a jeho zanechání pouze na východní straně hradu s výsadbou nových stromů se počítá pouze s lípou srdčitou.

## Ochrana
Ochrana Týnecké rotundy je zajišťována Středočeským krajem a je vedena jako přírodní památka. Navíc, vzhledem k tomu že netopýr velký je veden II. a IV. směrnici č. 92/43/EHS o ochraně přírodních stanovišť, volně žijících živočichů a planě rostoucích rostlin, byla také Týnecká rotunda zařazena jako evropsky významná lokalita (EVL) do systému NATURA 2000. Předmětem ochrany je zejména místní dobře zachovalá populace netopýra velkého (myotis myotis), vyskytující se v prostorách předposledního podlaží Týnecké věže, která čítá 150 - 180 jedinců.

## Turismus

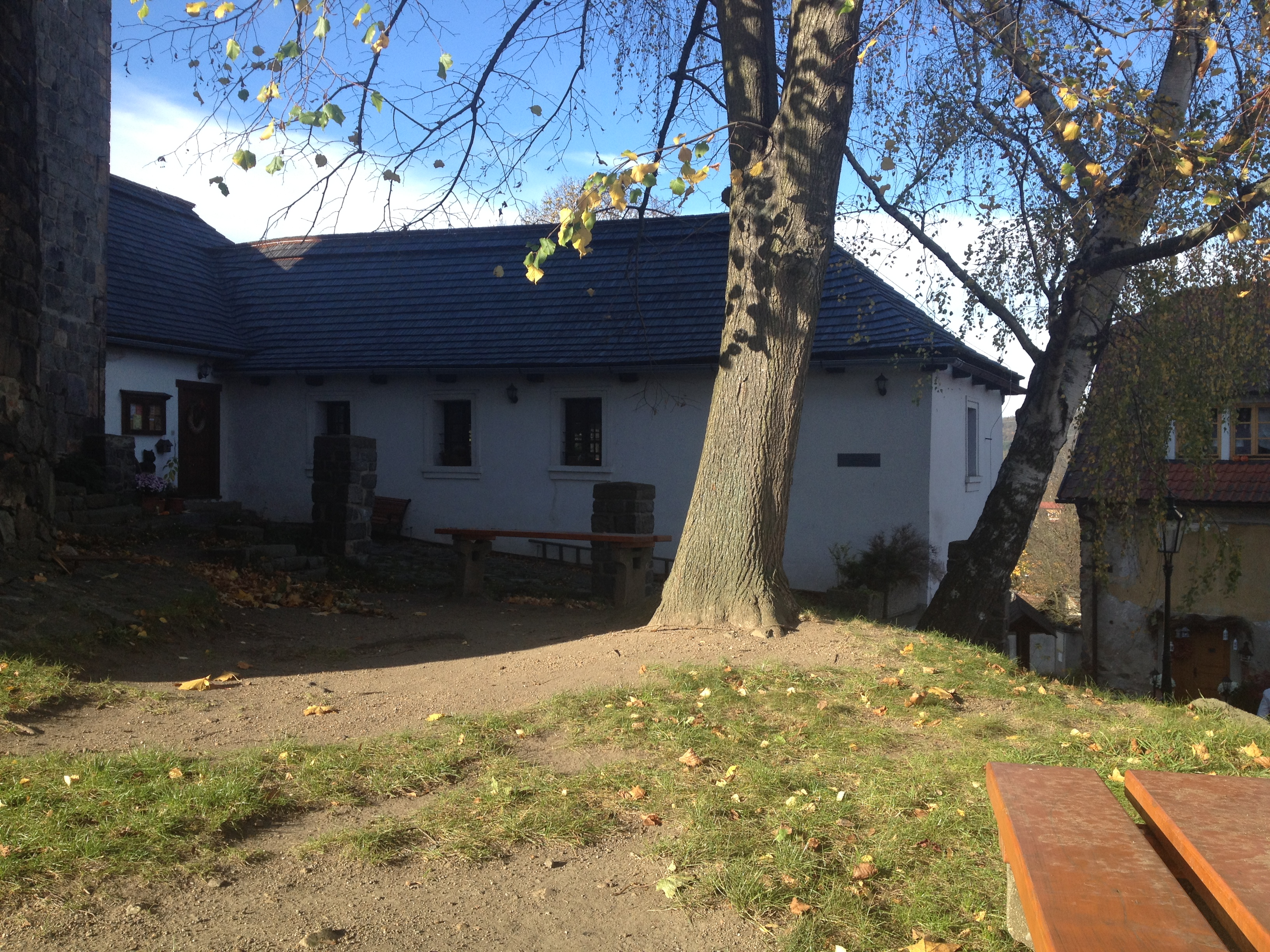
Muzeum u Týneckého hradu

Na Týnecký hrad ročně zavítá tisíce turistů, navíc se zde pravidelně konají akce pro veřejnost jako je například Noc s netopýry na hradě v Týnci, Muzejní noc na hradě v Týnci, Týnecký střep nebo pravidelné letní divadelní scény poblíž muzea.
Týnecký hrad je otevřen od dubna do září, románská rotunda, která spadá do správy československé církve husitské je otevřena na bohoslužby pravidelně každou 1. a 3. neděli v měsíci.. Kromě prohlídek hradní věže a expozic v muzeu je také možné si zařídit v rotundě svatební obřad